# PTO-4
PTO-4 là một loại máy bay huấn luyện quân sự của Estonia trong Chiến tranh thế giới II.

## Quốc gia sử dụng
Estonia
- Không quân Estonia

 Germany
- Luftwaffe